# Toxorhina (Toxorhina) stenophallus
Toxorhina (Toxorhina) stenophallus is een tweevleugelige uit de familie steltmuggen (Limoniidae). De soort komt voor in het Neotropisch gebied.